# Casa di Benedetto Varchi
La casa di Benedetto Varchi a Montevarchi è un palazzotto di Via Roma con vista su Piazza Varchi che un tempo era appartenuto alla famiglia del Varchi ma che, in realtà, non fu mai veramente abitata dall'umanista anche se, si suppone, vi abbia soggiornato varie volte.

## Storia
Il caseggiato era, in origine, di proprietà della benestante famiglia montevarchina dei Mattei che poi si era suddivisa nei rami dei Betti, da un capofamiglia Betto diminutivo di Benedetto, e dei Franchi da un Franco, cugino di Betto e capofamiglia a sua volta.
Difficile dire a quale dei due rami della famiglia Mattei sia passata la casa ma molto probabilmente ai Franchi perché, in quello stesso stabile, sarebbe dovuto andare ad abitare Benedetto Varchi quando nel 1561, dopo che la chiesa di San Lorenzo fu elevata da Pio IV al rango di Collegiata, il Varchi ne fu appuntato primo preposto anche se morì prima ancora di essersi insediato. Per questo Benedetto Varchi, in quel palazzo, non ci ha mai veramente abitato.
L'ipotesi che l'immobile fosse dei Franchi sarebbe dunque avvalorata dal fatto che Benedetto Varchi, quantunque avesse assunto il patronimico di Varchi in onore a Montevarchi di dove era originario il padre e dove aveva amici e parenti, oltre ad essere chiamato Benedetto da Montevarchi, era anche chiamato Benedetto de' Mattei o ancora Benedetto Franchi dal ramo dei Mattei da cui discendeva. Inoltre, stando a Jacopo Sigoni, la famiglia dei Betti si era già estinta fin dalla metà del secolo XVI mentre quella dei Franchi continuò ad esistere fino alla seconda metà del secolo XVII quando si spense definitivamente o almeno in Montevarchi perché un altro ramo dei Franchi si era trapiantato ad Alicante in Spagna. 
Dopo la scomparsa degli ultimi Franchi montevarchini si sa che, anche se si ignora come, gran parte delle loro proprietà passarono alla famiglia Mini, compresa la cosiddetta casa di Benedetto Varchi, che poi agli inizi del XIX secolo venne inglobata in quello che è oggi Palazzo Martini. Proprio grazie all'interessamento di Francesco Martini, politico e intellettuale montevarchino e nuovo proprietario del palazzo, sulla facciata dell'edificio, nel 1829 l'Accademia Valdarnese del Poggio, di cui il Martini era presidente, pose una targa commemorativa su testo di Giovanni Battista Niccolini: 
«CASA DI BENEDETTO VARCHI
 IL QUALE BENCHÉ PROTETTO DAL PRIMO COSIMO
 FEDE E LIBERTÀ D'ISTORICO RITENNE
 PERCHÉ AL VERO CH' EGLI SCRISSE
 NON VENIA IMPEDIMENTO DALLA POTENZA
 O EGLI NON FU CORROTTO DALLA FORTUNA»